# Maximilian Allgeier
Maximilian Nepomuk Allgeier (* 3. Mai 1982 in Dachau) ist ein deutscher Schauspieler, Regisseur, Autor und Filmproduzent.

## Leben
Maximilian Allgeier wuchs in München auf. Seine Kindheit war von längeren Auslandsaufenthalten geprägt. Zusammen mit seiner Mutter, einer Naturheilpraktikerin, begleitete er seinen Ziehvater, einen Professor der Geowissenschaften, auf dessen Forschungsreisen in den Vereinigten Staaten, Asien und Europa.
Während der Schulzeit war Maximilian Allgeier Mitglied verschiedener Sportvereine. Er spielte Fußball und Tennis. Seine größte Leidenschaft galt jedoch dem Eishockeysport. Als Stürmer lief er für Hedos München, den TuS Geretsried und die Wanderers Germering auf und war u. a. in der Jugend- und Junioren-Bundesliga erfolgreich. Als junger Erwachsener stieg er mit der ersten Mannschaft der Wanderers Germering in die Bayernliga auf, beendete seine Laufbahn aber im Anschluss daran.
Nach seinem Abitur, erhielt er 2003 seine erste Fernsehrolle. Anschließend begann er ein Studium der Rechtswissenschaften an der LMU in München. Von 2006 bis 2008 zog es Maximilian nach Los Angeles, um an der Stella Adler Academy of Acting in Los Angeles eine Schauspielausbildung zu absolvieren, die er als Stipendiat mit einer Hauptrolle im Abschlussstück Suburbia beendete.
Nach diversen Kurzfilmprojekten in den USA und in Deutschland übernahm er 2011 eine Episodenrolle in der Fernsehserie Herzflimmern – Die Klinik am See.
2012 stand er in dem Fernsehfilm Lena Fauch – Gefährliches Schweigen vor der Kamera. Des Weiteren spielte er 2012 in der Dokumentation Goldschmidts Kinder und dem Kinofilm Tarzan 3D. Zeitweise war Maximilian Allgeier auch als Reporter der Sonntagssendung von Galileo tätig.
2013 war er Darsteller im Werbefilm Klassentreffen, der 2014 für den First Steps Award nominiert wird, verkörperte eine Gastrolle in der ZDF-Serie Die Familiendetektivin und übernahm eine Hauptrolle im Independentfilm Schugada.
Im Jahr 2014 trat er in der Serie Der Bergdoktor auf und war in einer Hauptrolle im Kinofilm Im Nesseltal zu sehen. 2015 stand er für die Fernsehserie SOKO 5113 und Die Rosenheim-Cops vor der Kamera.
Anfang 2016 drehte er für die SOKO Stuttgart. Im gleichen Jahr gründete Maximilian Allgeier gemeinsam mit Jonathan Steinhardt und Carlos Vin Lopes die Filmproduktionsfirma The Worldrooms Film, die zum Ziel hat Gemeinsamkeit, Multikulturalität und Verständnis zu vermitteln.
2017 produzierte Maximilian Allgeier zusammen mit Waldemar Oldenburger (Regisseur, Autor und Produzent) den Kurzfilm KAI, der bei diversen Filmfestivals nominiert wurde. Auf dem Creation International Film Festival wurde Maximilian schließlich in der Kategorie „bester Hauptdarsteller“ für KAI ausgezeichnet.
2018 entwickelte Maximilian Allgeier mit seinen Kollegen von The Worldrooms Film die Idee zum Serienkonzept Up, Up. Als Showrunner (Regisseur, Headautor/Autor, Produzent) leitete er auch den gemeinschaftlichen Entstehungsprozess der Drehbücher (Writers Room). Der Virtual Reality Film Mind Palace, in dem Maximilian eine der Hauptrollen verkörpert, wurde bei den Internationalen Filmfestspielen von Venedig nominiert.
Gemeinsam mit seinem Kollegen Jonathan Steinhardt von The Worldrooms Film finanziert Maximilian Allgeier 2019 die Serie Up, Up, die von Network Movie, dem Rundfunk Berlin-Brandenburg und der Filmuniversität Babelsberg KONRAD WOLF koproduziert wird. Zudem erhielt Up, Up Unterstützung vom Medienboard Berlin-Brandenburg.
2019 dreht er für den Bozen-Krimi und steht für die Serie Über Land vor der Kamera.
2020 trat er in der Serie Die Rosenheim-Cops auf und übernahm eine Rolle im Fernsehfilm An seiner Seite.
Maximilian Allgeier spricht fließend Englisch, gut Französisch und gut Italienisch.

## Auszeichnungen
- Schauspielstipendium Stella Adler Academy Los Angeles (Board of Administration u. a. Mark Ruffalo, Holland Taylor)
- KLASSENTREFFEN nominiert First Steps Award 2014
- ROADS AHEAD nominiert San Jose International Film Festival 2016
- IM NESSELTAL Accolade Global Film Competition / Award of Merit 2016
- SWEET WATER OF MEMORY nominiert Yellowknife International Film Festival 2016
- IM NESSELTAL nominiert Internationale Hofer Filmtage Förderpreis Neues Deutsches Kino 2016
- IM NESSELTAL nominiert Camgaroo Award 2016
- LEN Accolade Global Film Competition / Award of Merit Special Mention 2016
- LISSY Top 99 Fire Films Award 2017
- IM NESSELTAL Selektion Bolzano Film Festival 2017
- IM NESSELTAL Bronze Palm Award Mexico International Film Festival 2017
- LEN Outstanding Achievement Award Calcutta International Cult Film Festival 2017
- KAI nominiert Short to the point International Short Film Festival 2017
- KAI nominiert bester Internationaler Film Crystal Palace International Film Festival 2017
- KAI official selection Roma Cinema Doc Film Festival 2018
- KAI official selection Mediterranean Film Festival 2018
- KAI semi finalist Los Angeles Cinefest 2018
- KAI official selection Creation International Film Festival 2018
- Best Actor Creation International Film Festival 2018 for KAI
- Up Up Teaser Jury special mention Award Die Seriale 2018
- Up Up Teaser nominiert Berlin Webfest 2018
- Up Up Teaser nominiert Wendie Webfest Hamburg 2018
- Mind Palace VR nominiert Biennale (Venice International Film Festival) 2018
- FAME nominiert Internationale Hofer Filmtage 2018
- Up Up Teaser nominiert Sicily Webfest 2019
- KAI nominiert Heart of England Film Festival 2019
- Mind Palace nominiert Annie Awards 2019

## Filmografie (Auswahl)
- 2009: Für immer 30
- 2010: Ein Drilling kommt selten allein
- 2011: Der Bergdoktor
- 2011: Herzflimmern
- 2012: Goldschmidts Kinder
- 2012: Lena Fauch und die Pflicht zu schweigen
- 2012: Tarzan 3D
- 2013: Die Familiendetektivin
- 2013: Schugada
- 2013: Klassentreffen (First Steps Award Nomination)
- 2014: Der Bergdoktor
- 2014: Sweet Water of Memory
- 2014: Im Nesseltal
- 2015: SOKO 5113
- 2016: Die Rosenheim-Cops – Bergab in den Tod
- 2016: SOKO Stuttgart
- 2017: KAI
- 2018: Up, Up Serienkonzept und Teaser
- 2018: Mind Palace (Virtual reality)
- 2019: Der Bozen-Krimi
- 2019: Über Land
- 2020: Die Rosenheim-Cops
- 2021: Up, Up - Serie und Fernsehfilm

- 2021: An seiner Seite

## Belege
1. ↑  Up, Up, Serie, 2020  bei crew united, abgerufen am 15. März 2021.

| Personendaten    | Personendaten                                     |
| ---------------- | ------------------------------------------------- |
| NAME             | Allgeier, Maximilian                              |
| ALTERNATIVNAMEN  | Allgeier, Maximilian Nepomuk (vollständiger Name) |
| KURZBESCHREIBUNG | deutscher Schauspieler                            |
| GEBURTSDATUM     | 3. Mai 1982                                       |
| GEBURTSORT       | Dachau                                            |